# Tommy Byrne
Tommy Byrne (Drogheda, 6 de mayo de 1958) es un expiloto irlandés de automovilismo. Participó en cinco Grandes Premios de Fórmula 1 en 1982 con el equipo Theodore, sin conseguir puntos.

## Carrera

### Antes de Fórmula 1
Luego de una larga carrera por la Fórmula Ford, en 1981 llegó a Fórmula 3 Británica campeonato que ganaría un año después, eso le acreditó (sumado a una gran suma de dinero) un puesto como probador en el equipo Theodore.

### Fórmula 1
Participó en cinco Grandes Premios con el equipo Theodore Racing, para 1983 intentó mantener su asiento, sin embargo la bancarrota del equipo hizo que perdiera su butaca y tener que buscar alternativas en otras categorías.

### Después de Fórmula 1
En 1983 participó en el campeonato de Fórmula 3, luego en 1986 se dirigió a Indy Lights logrando 10 victorias en 55 presentaciones. En el 93 llegó a la F3 Internacional de México, en donde corrió con Alberto Lozano en el equipo Corona quien hizo campeón a Adrián Fernández. Logró su primera victoria en Puebla y tuvo resultados sobresalientes. Compartió su tiempo al siguiente año con la F2 Mexicana con los equipos Quaker State y Sección Amarilla. Finalmente un año después se retiró en 1992. Actualmente dirige una escuela de carreras en Florida.

## Resultados

### Fórmula 1
(Clave) (negrita indica pole position) (cursiva indica vuelta rápida)

| Año  | Escudería            | 1   | 2   | 3   | 4   | 5   | 6   | 7   | 8   | 9   | 10  | 11  | 12      | 13      | 14      | 15      | 16      | Pos. | Puntos |
| ---- | -------------------- | --- | --- | --- | --- | --- | --- | --- | --- | --- | --- | --- | ------- | ------- | ------- | ------- | ------- | ---- | ------ |
| 1982 | Theodore Racing Team | RSA | BRA | USW | SMR | BEL | MON | USE | CAN | NED | GBR | FRA | GER DNQ | AUT Ret | SUI DNQ | ITA DNQ | LVG Ret | NC   | 0      |